# شانا موکلر
شانا موکلر (به انگلیسی: Shanna Moakler)(زاده ۲۸ مارس ۱۹۷۵) مدل و مجری تلویزیون و همسر سابق تراویس بارکر درامر مشهور اهل آمریکا است.
او در فیلم عشق حقیر بازی کرده‌است.
در سال ۱۹۹۵ شانا موکلر، به‌عنوان ملکهٔ زیبایی نیویورک و مقام اول در مراسم ملکه زیبایی ایالات متحده آمریکا برگزیده شد بعد از برنده اصلی چلسی اسمیت از تگزاس اما بعد چلسی به عنوان دوشیزه جهان ۱۹۹۵ برگزیده شد و شانا مقام او را به عنوان ملکه زیبایی ایالات متحده آمریکا کسب نمود.
وی از سال ۲۰۰۳ در رابطه‌ای احساسی با تراویس بارکر قرار دارد. اما این زوج در فوریه ۲۰۰۸ رسماً از هم جدا شدند.